# Oligia flavescens
Oligia flavescens är en fjärilsart som beskrevs av Barend J. Lempke 1965. Oligia flavescens ingår i släktet Oligia och familjen nattflyn. Inga underarter finns listade i Catalogue of Life.